# Angela Martini
Angela Martini (23 de mayo de 1986, Shkodër, Albania) es una modelo albanesa ganadora del título Miss Albania 2010 y representante de dicho país en el Miss Universo 2010.

## Miss Universo 2010
Angela representó su país en el Miss Universo 2010 en Las Vegas, Nevada clasificando entre las 15 primeras semifinalistas, luego de la competencia en traje de baño avanzó a la competición en traje de noche donde con un puntaje de 8.693 no pudo clasificar al Top 5. Angela ocupó la posición número 7 alcanzando la máxima posición de Albania en la historia del Miss Universo.

## Vida personal
Ella es una joven que está en el mundo del Modelaje desde los 18 años, apareciendo en la Semana de la Moda Mercedes-Benz y Mercedes-Benz Fashion Week Miami.
| Predecesor: Hasna Xhukiçi | Miss Universo Albania 2010 | Sucesor: Xhesika Berberi |